# Maria Leopoldina av Österrike-Este

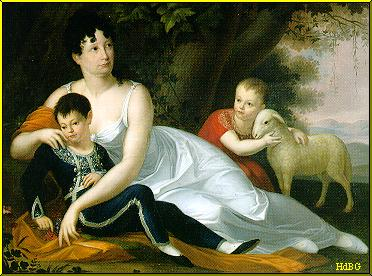
Maria Leopoldina av Österrike-Este med sina söner Aloys och Maximilian.

Maria Leopoldina av Österrike-Este, född 1776, död 1848, kurfurstinna av Bayern.
Dotter till Ferdinand av Österrike-Este (I) och Maria Beatrice d'Este.   
Gift med Karl Theodor av Bayern 1795. Äktenskapet arrangerades mot hennes vilja för att hon skulle föda arvingar åt maken, men hon vägrade ha samlag med honom, hade förhållanden med män hon själv valde, rättade sig inte under alliansen mellan makens och hennes familj och valde själv en allians med Pfalz-Zweibrücken, som skulle ärva tronen om maken inte fick barn. Äktenskapet var barnlöst. 
Då maken dog 1799 informerade hon arvingen Maximilian av Pfalz-Zweibrücken och bosatte sig på slottet Berg, där hon blev känd för sina fester. 1804 gifte hon om sig med greve Ludwig Arco, som hon fick flera barn med. 